# Monti System

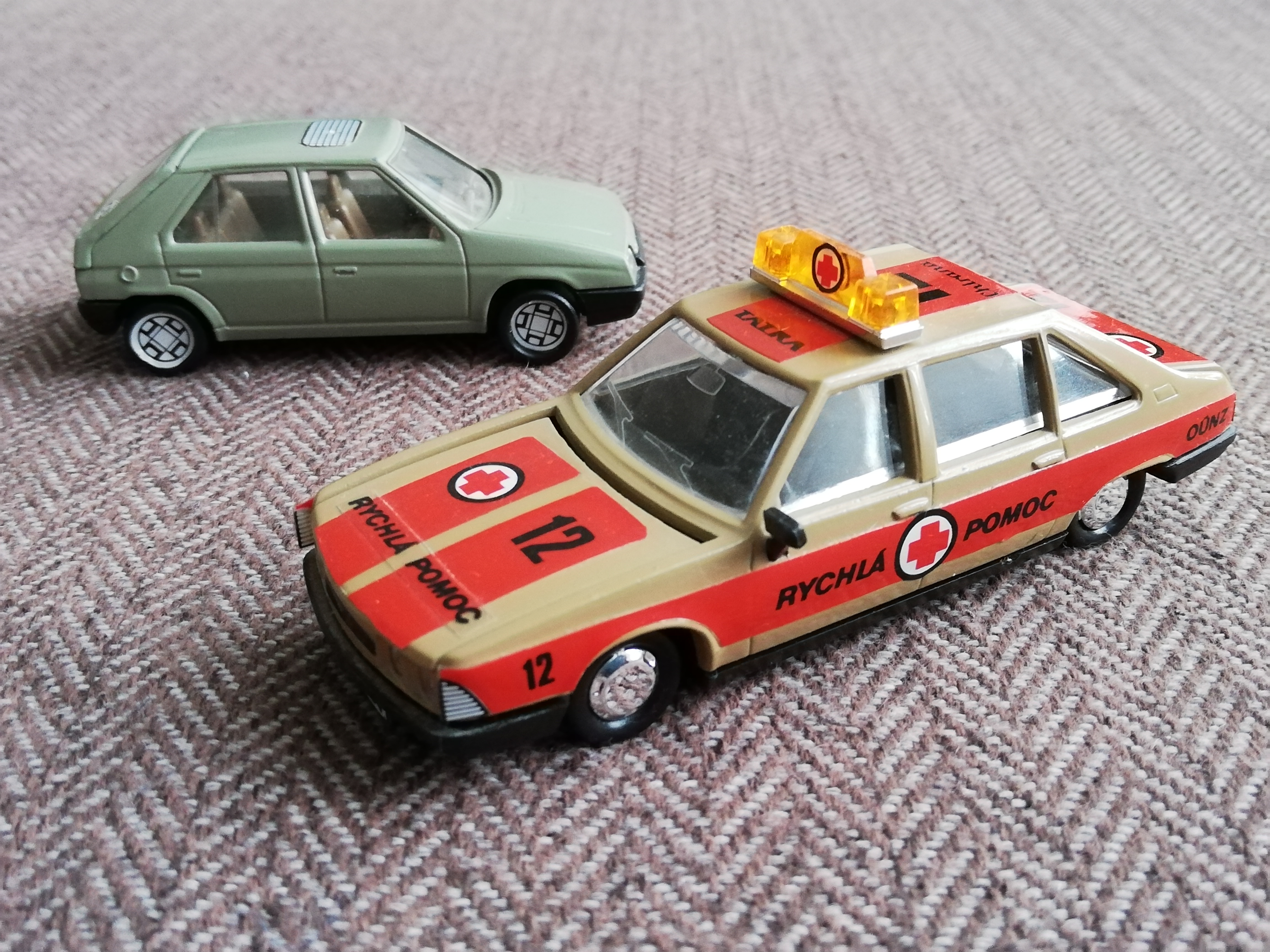
Tatra 623 en Škoda Favorit 136L in schaal 1:48 van Monti Metal

Monti System is een Tsjechische serie modelauto's die als modelbouwset worden geleverd. 

## Geschiedenis
De geschiedenis gaat terug tot 1949 toen in Semily in het toenmalige Tsjecho-Slowakije werd begonnen met de productie van houten speelgoed, gevolgd door magnetische spellen. Vanaf 1 januari 1960 werd de bedrijfsnaam Kovozávody Semily, vanaf 1989 was het een staatsbedrijf.
Vanaf 1984 werden door Kovozávody Semily modelauto's gemaakt in de vorm van kits die de koper zelf moest assembleren en waarop meegeleverde stickers konden worden geplakt. Er was geen lijm of verf nodig tijdens de bouw, de onderdelen zijn al gekleurd. Behalve de wielassen zijn de auto's geheel van kunststof.

### Modelauto's
Het eerste model was een Land Rover met een sneeuwschuiver met de naam Technik Servis, tegenwoordig Technic Service genoemd. In 1985 werden nog twee terreinauto's (Safari Tourist en Team 21) en een Renault Trafic (Kenya Safari) toegevoegd. In 1986 verscheen, naast twee Renault Trafic-modellen (Air Servis en Ambulance) het eerste model LIAZ-model (Dakar), het eerste Tatra 815-model verscheen in 1987. Elk jaar werd de serie uitgebreid met verschillende modellen, er zijn ook modellen op bestelling gemaakt, sommige van de op maat gemaakte modellen zijn in het vaste assortiment opgenomen.
In 1984, toen het eerste model van deze legendarische kit werd gemaakt, had niemand enig idee wat er ging gebeuren. De enorme belangstelling voor het Monti-systeem was echter groot en de jaaromzet steeg aanzienlijk. In 1988 won Monti System een gouden medaille op de Leipziger Messe.

### Monti Metal

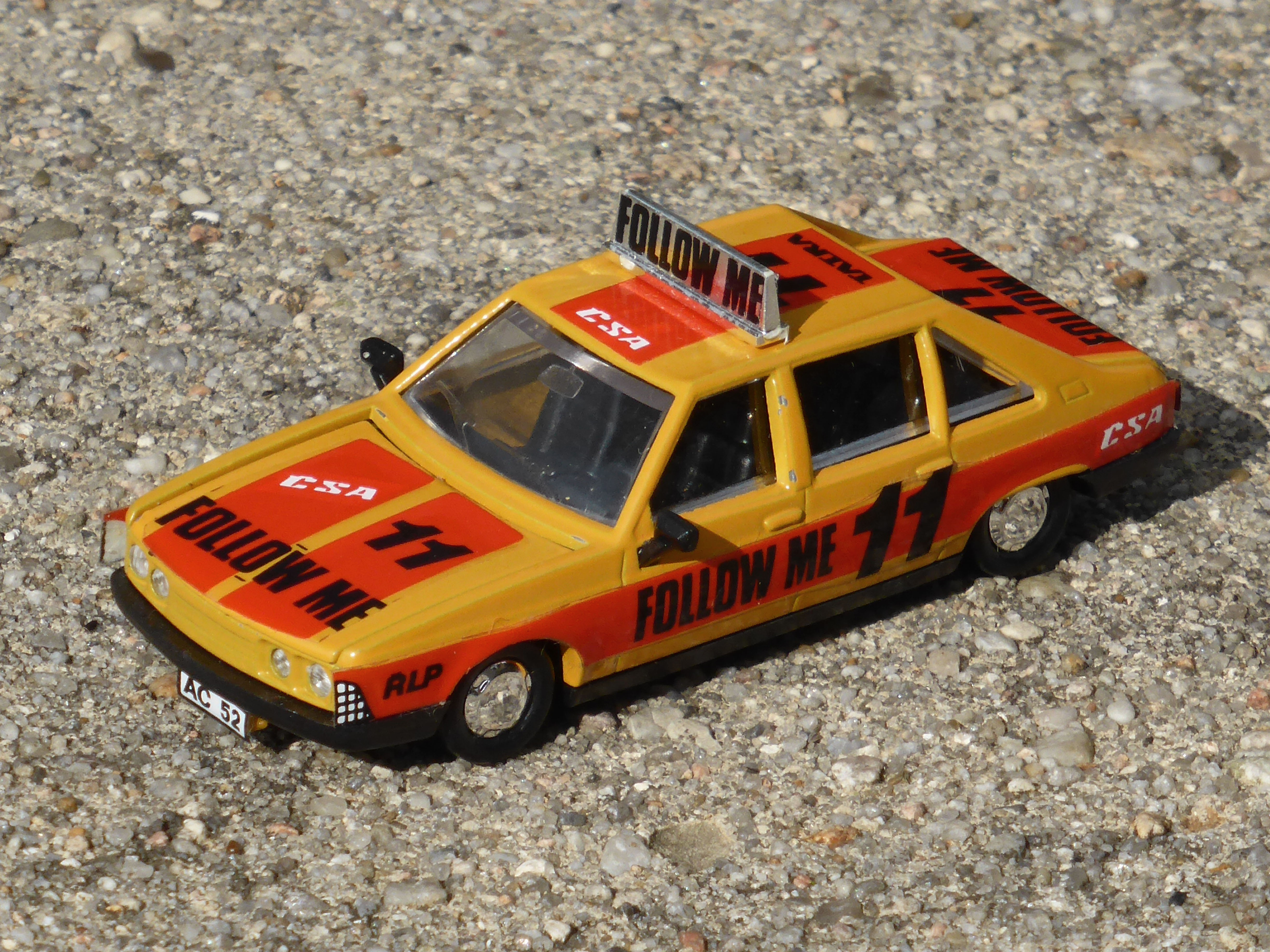
Tatra 623 in schaal 1:48 van Monti Metal

Bij de Monti Metal-modellen waren de auto's in tegenstelling tot de Monti System-reeks niet alleen van kunststof, maar sommige onderdelen ook van metaal.
De serie werd sinds 1989 geproduceerd door Kovozávody Semily en omvatte slechts zes modellen. Drie daarvan waren afgeleid van de Škoda Favorit en de resterende drie van de Tatra 623. Inmiddels worden de Monti Metal-modellen niet meer gemaakt.

### Vanaf de jaren negentig
Rond 1993 nam de belangstelling voor modelauto's geleidelijk af. Meer dan 6.500 000 stuks zijn verkocht in meer dan dertig jaar geschiedenis, meer dan de helft daarvan werd verkocht tot 1993.
Na de Fluwelen Revolutie werd in 1993 het bedrijf VISTA Semily, spol. s r.o. opgericht, dat de oude productie van Kovozávody Semily voortzette. Naast plastic speelgoed maakte men onder andere sociale en didactische spellen, polytechnische bouwdozen, mozaïeken en het Monti System. 
In 2005 werd BENEŠ a LÁT a.s., dat nog altijd de legendarische bouwpakketten SEVA, BLOCK en Monti System produceert, eigenaar van de Vista-fabriek en de auteursrechten van dit merk. In de daarop volgende jaren heeft BENEŠ a LÁT samen met PK Models samengewerkt aan de ontwikkeling van nieuwe modellen, waardoor het assortiment is uitgebreid met een aantal nieuwe en op maat gemaakte modellen.
In 2018 werd de limiet van 200 geïntroduceerde modellen doorbroken en worden nog steeds nieuwe ontwikkeld.
Abrex ·
Action ·
Agat ·
AHC Models ·
Amalgam ·
AWM ·
Apek ·
Artitec ·
Aurometal ·
Autoart ·
B-A-C ·
Bandai ·
Barlux ·
Best box ·
Bburago ·
BGM ·
Biante ·
Blue Box ·
Brami ·
Brekina ·
Britains ·
Buby ·
Budgie ·
Bymo ·
Cararama ·
Carex ·
Carisma ·
Carson ·
Charbens ·
Champion ·
CM's ·
Compact Specials Europe ·
Conrad ·
Corgi ·
Darda ·
DeAgostini ·
De Backer ·
Diamond Label ·
Dinky Toys ·
Doorkey ·
Edocar ·
Efsi ·
Eko ·
Elekon ·
Eligor ·
Ellas ·
ERTL ·
Espewe ·
Estetyka ·
Exoto ·
Faller ·
Galgo ·
Gama ·
Gasquy ·
Gisima ·
GMP ·
Greenlight ·
Grell ·
Guiloy ·
Guisval ·
Hasegawa ·
Herpa ·
Highspeed ·
Holland Oto ·
Hongwell ·
Hot Wheels ·
Husky ·
Igra ·
Italeri ·
J.M.K. ·
Jada Toys ·
Joal ·
Johnny Lightning ·
Jouef ·
Joy city ·
Kaden ·
KEES ·
Kenner ·
Kentoys ·
Konami ·
KOVAP ·
Kyosho ·
LEGO ·
Lesney ·
Limocars ·
Lion Toys ·
Lledo ·
Lone Star ·
Maisto ·
Majorette ·
Märklin ·
Marx ·
Matchbox ·
Mebetoys ·
Mercury ·
Metchy ·
Miho ·
Miniauto ·
MiniChamps ·
Mira ·
Monogram ·
Monti System ·
Morestone ·
MotorMax ·
Muky ·
Neo Scale Models ·
New Ray ·
Norev ·
Norscot ·
Novoexport ·
NZG ·
Onyx ·
Oxford Diecast ·
Permot ·
Pilen ·
Pioneer ·
Plasticart ·
Playart ·
Pocher ·
Poliguri ·
Polistil ·
Politoys ·
Portegies ·
Premium Classixxs ·
Racing Champions ·
Radon ·
Rainbow Toys ·
R.A.M.I. ·
Realtoy ·
Real-X ·
Redbox ·
REI ·
Replicars ·
Retro 43 ·
Revell ·
Rietze ·
Rivarossi ·
Road Signature ·
Roco ·
Ros ·
RW Modell ·
Sablon ·
Safir ·
Schabak ·
Schuco ·
SEBA ·
Septoy ·
Shelby Collectables ·
SIKU ·
Směr ·
Solido ·
Spark ·
Speedy ·
Summer ·
Tamiya ·
Tantal ·
Tekno ·
Tematoys ·
Tin Toys ·
Tomica ·
Tonka ·
Tootsietoy ·
Tuf Tots ·
Universal Hobbies ·
Valvoline ·
Vemi ·
Welly ·
Wiking ·
Winner ·
Wörlein ·
WSI ·
X-concepts ·
Yatming ·
Yaxon ·
Yow Modellini ·
Zee toys ·
Zylmex